# Heterocentron evansii
Heterocentron evansii är en tvåhjärtbladig växtart som beskrevs av Frank Almeda. Heterocentron evansii ingår i släktet Heterocentron och familjen Melastomataceae. Inga underarter finns listade i Catalogue of Life.